# بگتاون (مریلند)
بگتاون (به انگلیسی: Bagtown) یک منطقهٔ مسکونی در ایالات متحده آمریکا است که در مریلند واقع شده‌است. بگتاون ۳۳۳ نفر جمعیت دارد و ۲۱۰٫۰۱ متر بالاتر از سطح دریا واقع شده‌است.